# Robert Minlos
Robert Adolfovich Minlos (em russo:  Роберт Адольфович Минлос; Moscou, 28 de fevereiro de 1931 - Moscou, 9 de janeiro de 2018) foi um matemático russo.

## Obras
- com Israel Gelfand, Z. J. Shapiro: Representations of the rotation and the Lorenz groups and their applications, MacMillan, Pergamon Press 1963
- com Vadim Alexandrovich Malyshev: Gibbs random fields – a cluster expansion, Kluwer 1991
- com Malyshev: Linear infinite particle operators, American Mathematical Society 1995
- Introduction to mathematical statistical physics, American Mathematical Society 2003
- Editor: On Dobrushin's way: from probability theory to statistical physics, American Mathematical Society 2000